# Cobalofilina
L'aptocorrina, nota anche come transcobalamina-1 ( TC-1 ) o cobalofilina, è una proteina  che nell'uomo è codificata dal gene TCN1 . La funzione  dell'aptocorrina è proteggere la vitamina B 12, sensibile all'azione del succo gastrico.
Il complesso aptocorrina-vitamina B12 transita nello stomaco, raggiungendo il duodeno, dove le proteasi pancreatiche permettono la scissione del complesso formatosi e conseguente presenza di vitamina B12 in forma libera, il cui assorbimento è in stretta associazione anche alla produzione di fattore intrinseco da parte dello stomaco.
La carenza di vitamina B12 provoca anemia perniciosa.
La vitamina B12 è fondamentale per il metabolismo della metionina e per sintetizzare la SAM che è coinvolta nella sintesi di acidi nucleici e per l’emopoiesi. 
Tra le principali cause dell’anemia vi sono carenza di ferro o carenza di vitamine del gruppo B, in particolare B12 e acido folico (B9). Nell’emopoiesi inizialmente l’eritroblasto ha un nucleo che va incontro ad estrusione. Inizialmente si ha una sintesi di DNA all’interno del nucleo e una sintesi di citoplasma, per la prima è importante la vitamina B12 e per la seconda il ferro.
Se un soggetto ha una carenza di ferro, durante la sua eritropoiesi l’eritroblasto avrà un nucleo maturo e pronto e un citoplasma incompleto. Tuttavia, il citoplasma è la parte preponderante dell’eritroblasto si verranno a sintetizzare degli eritroblasti molto piccoli.
Dunque, per riconoscere l’anemia sideropenica si esegue un emocromo e si controlla un valore definito MCV (volume corpuscolare medio) che misura il volume della parte corpuscolata del sangue e dipende maggiormente dal globulo rosso per il 95%, il quale sarà molto ridotto: da un valore normale di 90 femtolitri può scendere a 75 femtolitri.
Invece nel caso della carenza da vitamine del gruppo B avviene l’opposto: l’eritroblasto produce un citoplasma maturo ed è carente la sintesi di DNA nel nucleo.
Il paziente avrà un anemia e il valore dell’MCV sarà maggiore rispetto al normale (dai 100 femtolitri in su).